# داویت مورادیان (نویسنده)
داویت ادواردی مورادیان (ارمنی: Դավիթ Էդուարդի Մուրադյան؛ زادهٔ ۱۲ دسامبر ۱۹۵۱) یک نویسنده، و نمایش‌نامه‌نویس اهل ارمنستان است.

## زندگی‌نامه
وی در ۱۲ دسامبر ۱۹۵۱ در ایروان به دنیا آمد و از دانشگاه دولتی ایروان (۱۹۷۳) فارغ‌التحصیل گشت. وی در انستیتو دولتی سینما و تئاتر ایروان تدریس می‌کند. وی در رادیوی عمومی ارمنستان، های‌فیلم، اتحادیه نویسندگان ارمنستان، وزارت فرهنگ ارمنستان، دانشگاه دولتی علوم پرورشی خاچاطور آبوویان ارمنستان، انستیتو دولتی سینما و تئاتر ایروان و دانشگاه دولتی ایروان فعالیت کرده است. وی همچنین برنده جوایزی همچون چهره هنری افتخاری جمهوری ارمنستان شده است.

## نگارخانه

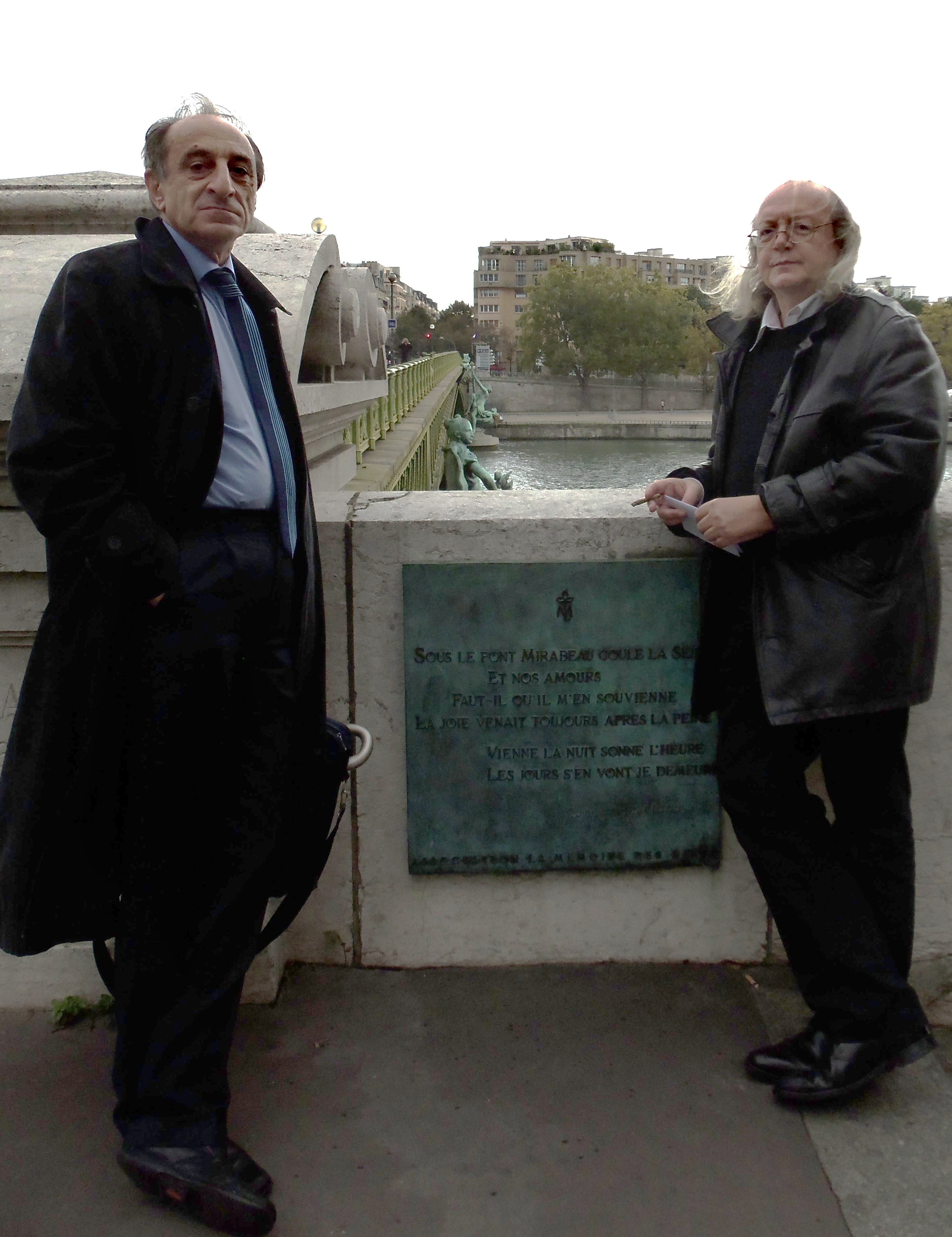
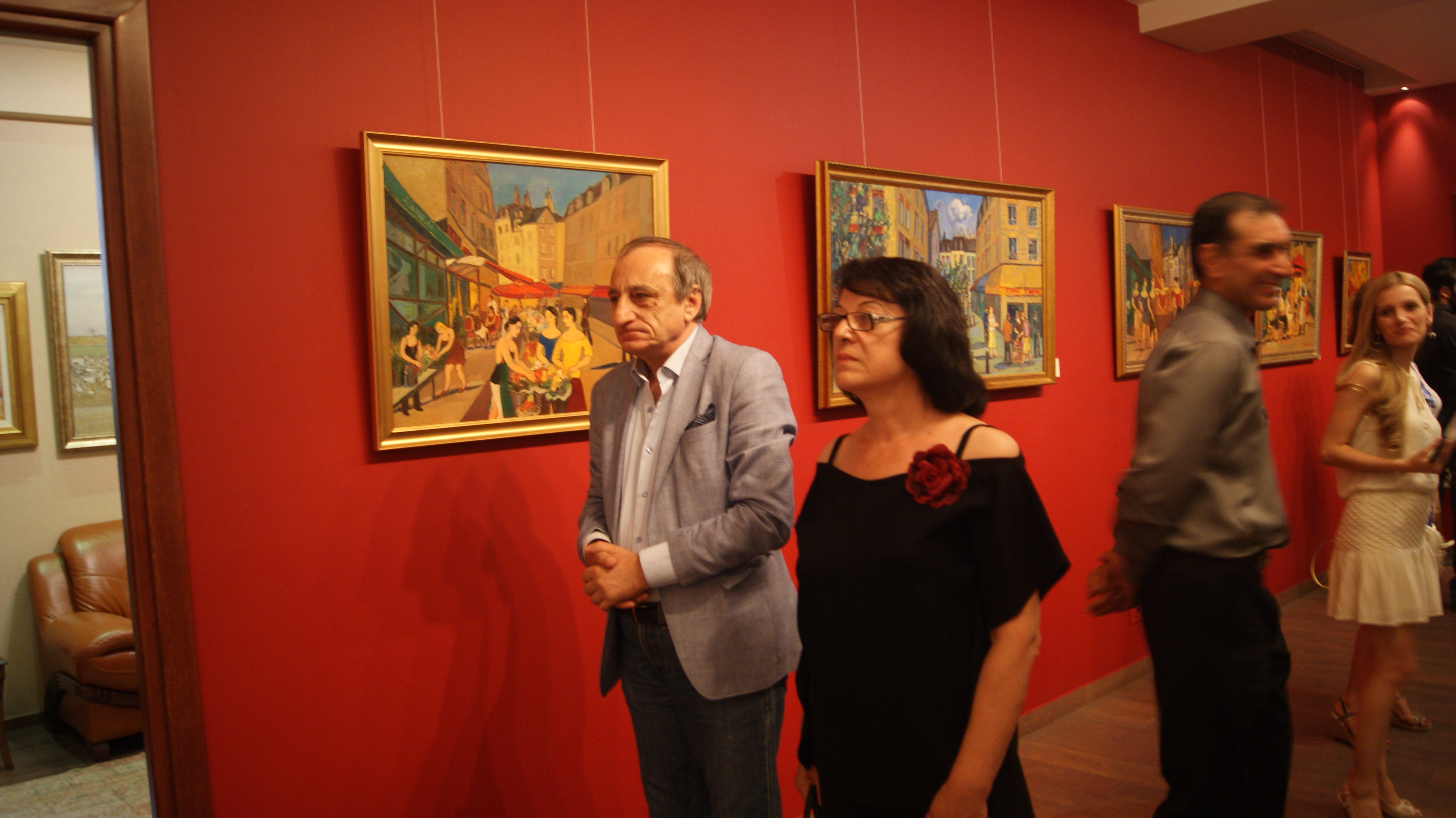

## یادداشت
1. ↑  հայ բանասիրության ֆակուլտետ
2. ↑  «Հայրենիքին մատուցած ծառայությունների համար» ۱-ին աստիճանի մեդալ
3. ↑  Էդուարդ Մուրադյան